# Amedeo Biavati
Amedeo Biavati (Bolonya, 4 d'abril de 1915 - Bolonya, 22 d'abril de 1979) fou un futbolista italià de les dècades de 1930 i 1940.
La major part de la seva carrera la passà al Bologna FC 1909. També jugà al Catania a la Serie B. Amb el Bologna guanyà tres lligues italianes.
Fou 18 cops internacional amb la selecció italiana, en els quals marcà vuit gols, entre 1938 i 1947. Fou campió del Món l'any 1938.
Un cop retirat inicià una llarga carrera com a entrenador.

## Palmarès
Bologna FC 1909
- Serie A: 1936-37, 1938-39, 1940-41
- Torneig Internacional de l'Expo Universal de París: 1937
- Coppa Alta Italia: 1946

Itàlia
- Copa del Món: 1938
- Copa Internacional d'Europa Central: 1933-35